# Falculifer
Falculifer är ett släkte av spindeldjur. Falculifer ingår i familjen Falculiferidae.
Falculifer är enda släktet i familjen Falculiferidae.
Kladogram enligt Catalogue of Life:
| Falculifer | \| \| Falculifer rostratus \| \| \| \| \| \| Falculifer spinosus \| \| \| \| |
|            | \| \| Falculifer rostratus \| \| \| \| \| \| Falculifer spinosus \| \| \| \| |
|            | Falculifer rostratus                                                         |
|            |                                                                              |
|            | Falculifer spinosus                                                          |
|            |                                                                              |